# Peratallada
Peratallada est un village de la commune de Forallac, faisant partie de la comarque du Baix Empordà dans la province de Gérone en Catalogne (Espagne). Classé conjunt historicoartístic (ensemble historique en catalan), ce village médiéval abrite un riche patrimoine historique et culturel.

## Origine du nom
Le nom "Peratallada" provient de pedra tallada, signifiant pierre sculptée en catalan.

## Géographie
Le village de Peratallada se situe à la frontière entre les collines du massif des Gavarres et les plaines de la Baix Emporda, sur la rive gauche de la rivière Riera de Peratallada, en Catalogne. Le village fait partie de la commune de Forallac.

## Histoire
Des sources historiques évoquent le village dès le Xe siècle sous les noms de Petra Scissa et Petra tallada. Le château de Peratallada, au centre du village, était à l'époque médiévale le siège d'une baronnie. L'existence de ce château est attestée depuis 1065, mais certains éléments architecturaux pourraient laisser penser qu'il ait été bâti à partir d'une forteresse préexistante. Les murailles de la ville, construites aux XIIe et XIIIe siècles, ainsi que les fossés creusés à leur pied, faisaient de Peratallada une des places fortes les plus sûres de la région. L'église Sant Esteve, de style roman, a été érigée au XIIIe siècle.
En 1960, le château de Peratallada, appartenant à un particulier, a été restauré pour devenir un hôtel de luxe.
En 1975 le village est classé conjunt historicoartístic (ensemble historique).
Le village de Peratallada est aujourd'hui un lieu touristique, accueillant des activités culturelles et des restaurants gastronomiques.

## Patrimoine
Le village de Peratallada est un village médiéval, ayant conservé en bonne partie son organisation médiévale en ruelles étroites, encore partiellement entourées par un mur de fortifications. Le village abrite de nombreux monuments historiques, tels que le château de Peratallada, la Torre de L'Homenatge, l'église Sant Esteve ou la place de les voltes. Le long du mur de fortifications se trouvent aussi de vieilles maisons, typiques des XVIe siècle et XVIIe siècle. Les murs de fortifications et les douves attenantes datent aussi de l'époque médiévale.